# 杉山彬
杉山彬（日语：／ Sugiyama Akira；1862年2月5日—1900年6月11日）日本常陸国水户藩人，日本明治時代的外交官。

## 生平
文久2年2月5日，杉山彬出生。常陸（ひたち）水户藩士之子。入外務省任职后，于明治30年（1897年）到清国赴任。
明治33年（1900年）在義和团运动中，杉山彬于6月11日在北京被甘军董福祥部所杀，终年38岁。